# レオン・ラッセル (アルバム)
『レオン・ラッセル』（Leon Russell）は、アメリカ合衆国のシンガーソングライター、レオン・ラッセルが1970年に発表した、ソロ名義では初のスタジオ・アルバム。ラッセルとデニー・コーデルが共同で設立した「シェルター・レコード」からの第1弾アルバムに当たる。

## 背景
大部分の曲は1969年9月にロンドンで録音されたが、「ギヴ・ピース・ア・チャンス」は1969年11月、「デキシー・ララバイ」は1969年12月22日、「ハミングバード」は1969年12月29日、「ソング・フォー・ユー」と「戦争の親玉」は1970年1月のセッションで録音された。「デルタ・レディ」は、ラッセルと交際していたリタ・クーリッジに捧げられた曲で、本作に先がけてジョー・コッカーのアルバム『Joe Cocker!』（1969年）に提供された。
「戦争の親玉」はボブ・ディランのカヴァーだが、ここでは「星条旗」のメロディが引用されている。この曲は、オリジナルLPのファースト・プレス盤では「Old Masters」というタイトルで8曲目に収録されていたが、後の版では外され、再発CDではボーナス・トラック扱いで再収録された。

## 反響・評価
アメリカのBillboard 200では60位に達した。また、日本盤LP (RJ-5060)は1972年12月20日に『ソング・フォー・ユー』という邦題で発売され、オリコンLPチャートで62位を記録した。
ドン・ヘックマンは、1970年6月7日付の『ニューヨーク・タイムズ』紙において「ラッセルは疑いなく、ジョー・コッカーの最新ヒット"Delta Lady"の作者として、更にコッカーが現在率いているバックアップ・グループのリーダーとして注目を集めていくことだろうが、このアルバムこそ、彼がいかに素晴らしい才能の持ち主であるかを最良の形で証明している」と評した。また、Stephen Thomas Erlewineはオールミュージックにおいて5点満点中4.5点を付け「彼はその後二度と、"A Song for You"、"Hummingbird"、"Delta Lady"という三連作を上回ることも、"Dixie Lullaby"のように良い曲を含むアルバムを作ることもなかった」と評している。

## 収録曲
特記なき楽曲はレオン・ラッセル作。
1. ソング・フォー・ユー - "A Song for You" - 4:09
2. デキシー・ララバイ - "Dixie Lullaby" (L. Russell, Chris Stainton) - 2:35
3. アイ・プット・ア・スペル・オン・ユー - "I Put a Spell on You" - 4:12
4. シュート・アウト・オン・ザ・プランテーション - "Shoot Out on the Plantation" - 3:14
5. ハミングバード - "Hummingbird" - 4:02
6. デルタ・レディ - "Delta Lady" - 4:05
7. プリンス・オブ・ピース - "Prince of Peace" (L. Russell, Greg Dempsey) - 3:05
8. ギヴ・ピース・ア・チャンス - "Give Peace a Chance" (L. Russell, Bonnie Bramlett) - 2:23
9. ハートサム・ボディ - "Hurtsome Body" - 3:39
10. パイシーズ・アップル・レディ - "Pisces Apple Lady" - 2:53
11. ロール・アウェイ・ザ・ストーン - "Roll Away the Stone" (L. Russell, G. Dempsey) - 3:10

### CDボーナス・トラック
1. 戦争の親玉 - "Masters of War (Old Masters)" (Bob Dylan) - 1:24

## カヴァー
- ソング・フォー・ユー
  - 上記項目を参照。
- ハミングバード
  - B.B.キング - アルバム『インディアノーラ・ミシシッピ・シーズ』（1970年）に収録[8]。
  - ジミー・ペイジ - アルバム『アウトライダー』（1988年）に収録[9]。
- ギヴ・ピース・ア・チャンス
  - ジョー・コッカー - ライヴで歌唱。1970年のライヴ・アルバム『マッド・ドッグス&イングリッシュメン』に収録された[10]。

## 参加ミュージシャン
- レオン・ラッセル - ボーカル、ピアノ
- ジョージ・ハリスン - ギター
- エリック・クラプトン - ギター
- デラニー・ブラムレット - ギター
- クリス・ステイントン - キーボード
- スティーヴ・ウィンウッド - キーボード
- ビル・ワイマン - ベース
- クラウス・フォアマン - ベース
- アラン・スペナー - ベース
- ボビー・ウィットロック - ベース
- リンゴ・スター - ドラムス
- チャーリー・ワッツ - ドラムス
- B・J・ウィルソン - ドラムス
- ジム・ゴードン - ドラムス
- ジム・ホーン - サクソフォーン
- ボニー・ブラムレット - バッキング・ボーカル
- クライディ・キング - バッキング・ボーカル
- メリー・クレイトン - バッキング・ボーカル
- ジョー・コッカー - バッキング・ボーカル